# Kristinn Steindórsson
Kristinn Steindórsson est un footballeur international islandais né le 29 avril 1990 à Reykjavik. Il évolue au poste de milieu de terrain avec le Breiðablik Kópavogur.

## Biographie
Steindórsson inscrit un but contre le Canada pour sa première sélection le 16 janvier 2015 à Orlando (victoire 1-2).

## Palmarès
- Champion d'Islande en 2010 avec Breiðablik
- Vainqueur de la Coupe d'Islande en 2009 avec Breiðablik
- Finaliste de la Coupe de la Ligue islandaise en 2009 et 2010 avec Breiðablik